# Juraj Ančic
Juraj Ančic je bývalý slovenský fotbalový záložník, který naposledy působil v klubu 1. FC Kyjov.
Dříve působil v klubu MŠK Žilina, kam přestoupil v roce 2007 po hostování ve Spartě. S Žilinou podepsal 3letou smlouvu.